# Saalburg
La Saalburg est un ancien fort romain situé, dans le massif du Taunus, land de Hesse en Allemagne. Il faisait partie du limes de Germanie, série de forts établis à la frontière nord de l'Empire romain. Le site a été inscrit en 2005 sur la liste du patrimoine mondial de l'UNESCO, avec l'ensemble du Limes de Germanie.

## Historique des fouilles

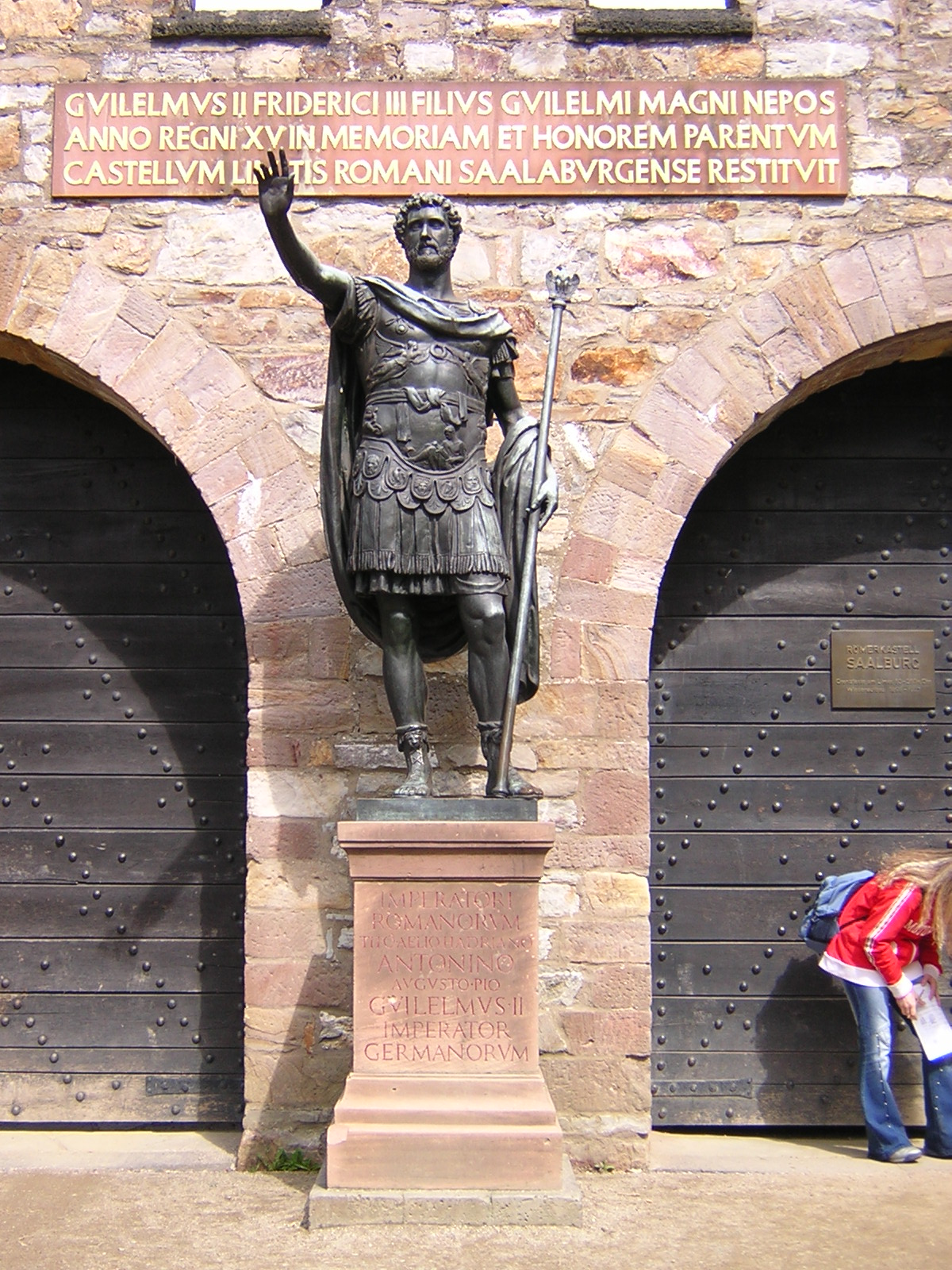
Entrée principale : Statue d'Antonin le Pieux et hommage à Guillaume II

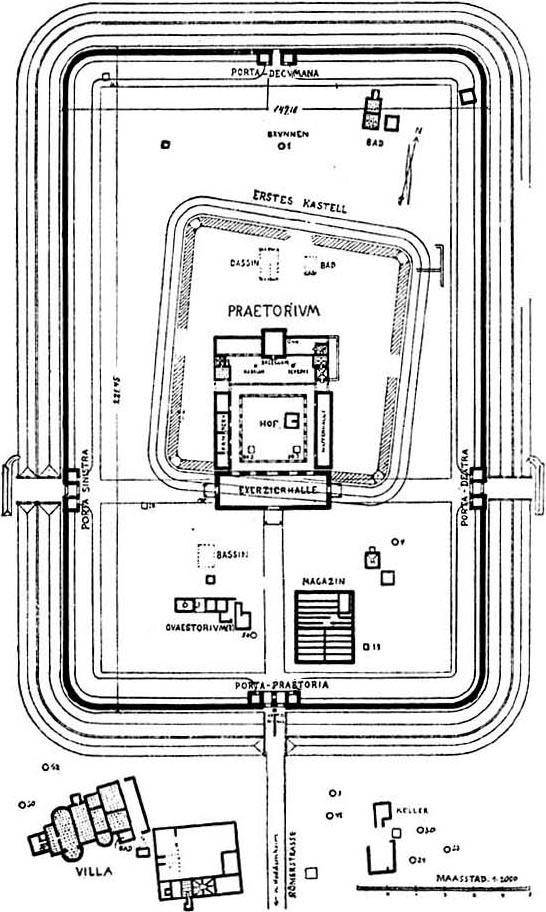
Plan de la Saalburg.

Les premières recherches concernant le site furent entreprises de 1853 à 1862 par l'association pour l'antiquité de Nassau sous la direction de Friedrich Gustav Habel. Mais l'apogée de l'archéologie romaine en Allemagne intervint en 1892 quand la Reichs-Limes-Kommission (Commission impériale sur le limes) commença à rechercher l'intégralité du limes de Germanie ainsi que l'emplacement de chacun des forts qui le jalonnaient. Dans le cadre de ce projet de grande ampleur, des fouilles intensives furent réalisées à la Saalburg et dans les environs par les archéologues Louis Jacobi et son fils Heinrich Jacobi (de). En 1897, à la suite d'une suggestion de Louis Jacobi, Guillaume II ordonna la reconstruction du fort de la Saalburg suivant les résultats détaillés obtenus grâce aux fouilles. La Saalburg devint le fort le plus complètement reconstruit de tout le limes. Il héberge aussi le musée de la Saalburg, une des plus importantes institutions consacrées à l'étude du limes de Germanie.

## Environs

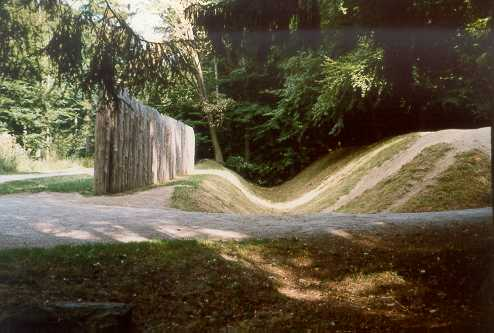
Reconstruction du limes au nord de la Saalburg.

À seulement 200 m au nord de la porta decumana (porte arrière du fort), le limes suit approximativement un axe est-ouest. Une partie de la ligne de défense (fossé et palissade) ont été reconstruits.
Comme c'est souvent le cas dans le Taunus, le limes près de la Saalburg est remarquablement bien conservé et peut être facilement suivi à travers le paysage. Les palissades et les fossés sont visibles sur de longues distances et d'anciennes tours de guet ont été partiellement conservées. La Saalburg est un bon point de départ pour explorer le limes.

### Musée du Saalburg

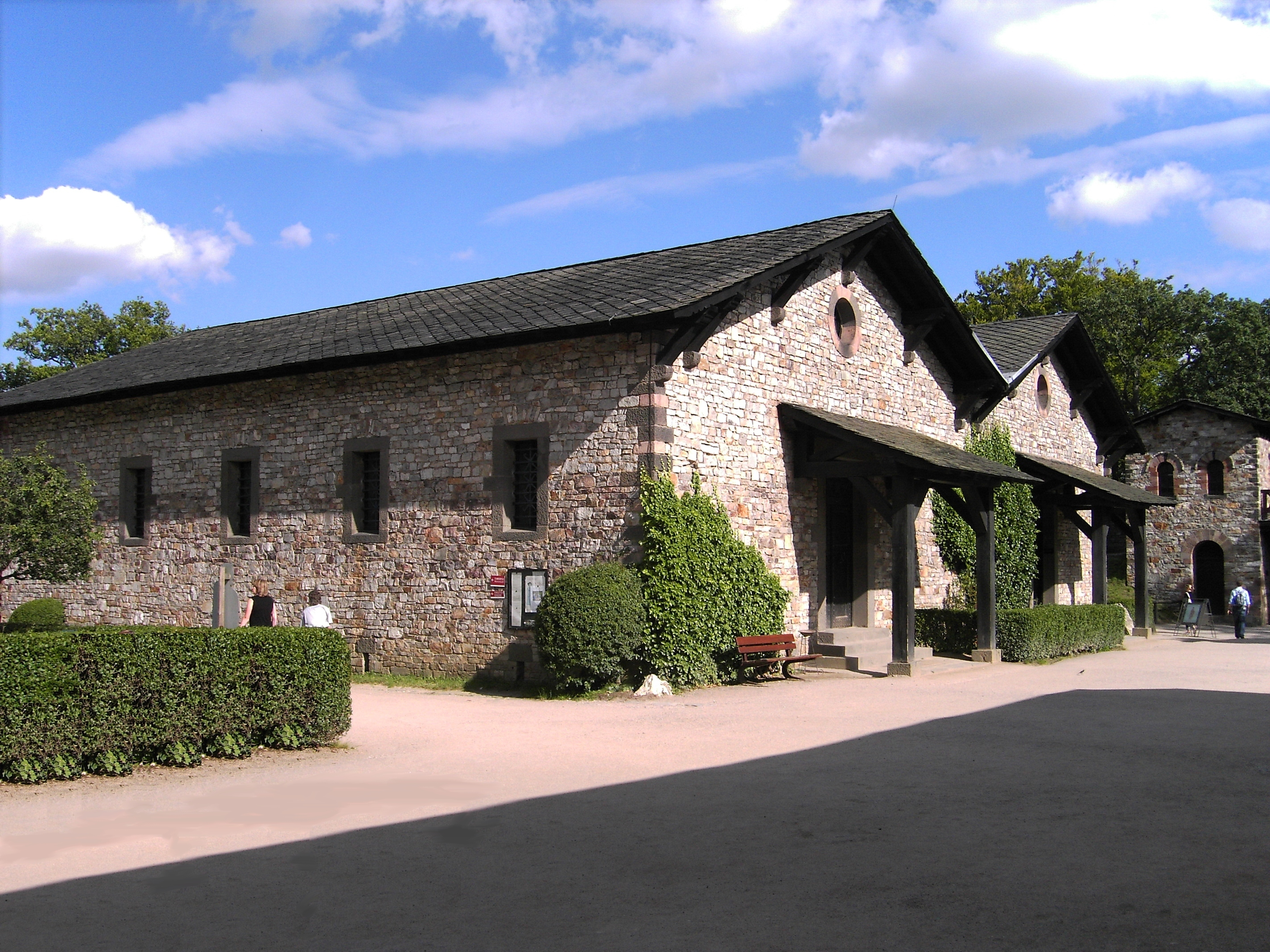
L'Horreum, qui abrite la majorité des salles d'exposition.

Le fort de Saalburg est l'un des musées archéologiques nationaux de Hesse. Dans ce groupe, il représente la période romaine. Sur le plan organisationnel, le fort de Saalburg fait partie de la « hessenARCHÄOLOGIE », un département de l'Office national de Hesse pour la préservation des monuments. Même si le Saalburg apparaît avant tout comme une installation et un musée à ciel ouvert, il remplit également un certain nombre de fonctions scientifiques grâce au centre de recherche qui y est rattaché.
Bien sûr, le fort reconstruit avec les défenses complètes, la Principia (bâtiment d'état-major) avec le sanctuaire du drapeau (Aedes) et la salle d'appel, l' Horreum (grenier), les deux casernes d'équipe avec leur Contubernium (salles communes) et l'unique bâtiment d'habitation du commandant (Préaetorium) partiellement restauré .
L' Horreum abrite également certaines salles d'exposition informatives, dont l'accent est mis sur la présentation des aspects culturels et historiques ainsi que des aspects civils et militaires de la Germanie romaine. D'autres expositions peuvent être trouvées dans la Principia et la Fabrica, qui n'ont été reconstruites qu'en 2008.

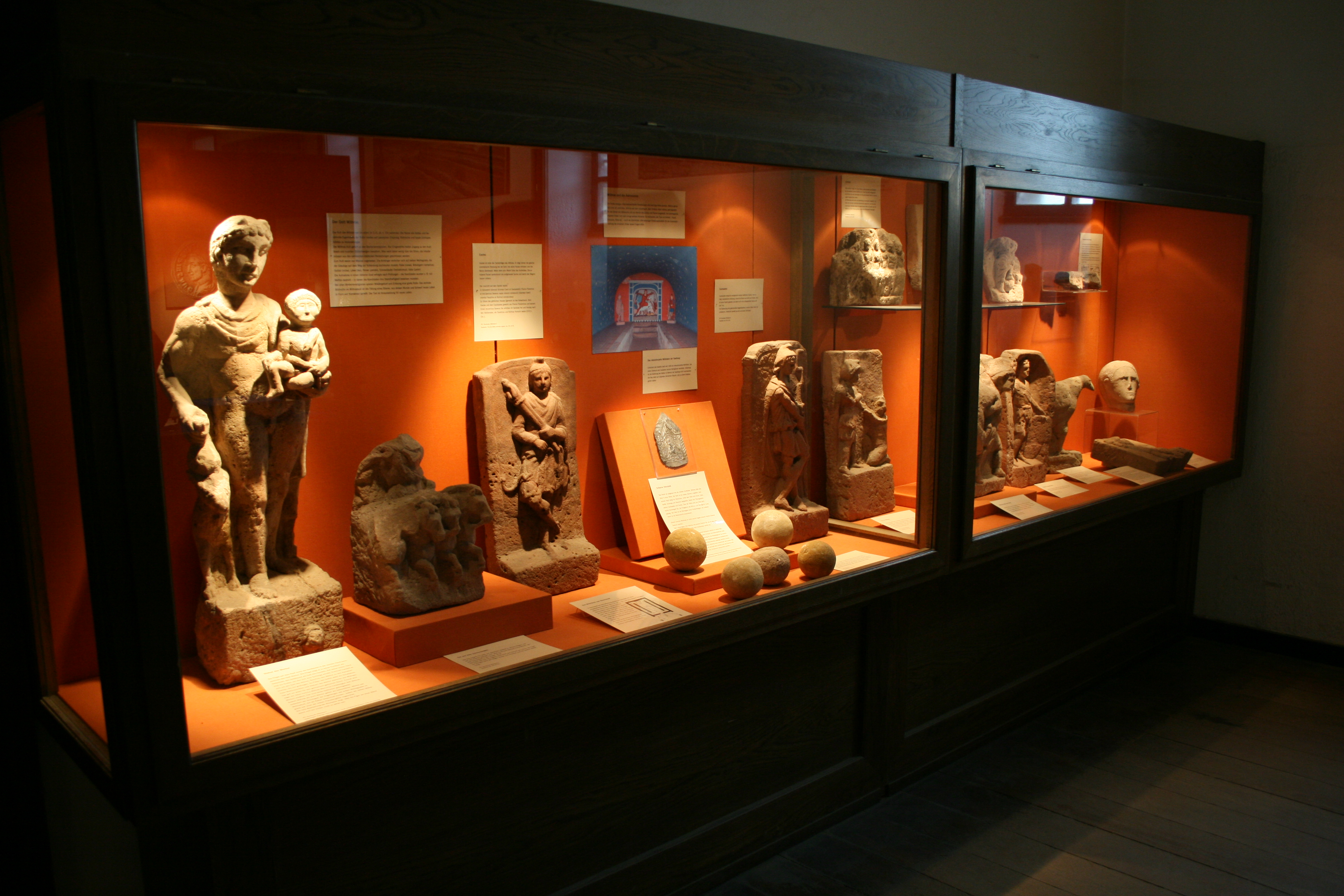
Découverte du mithraeum de Stockstadt.
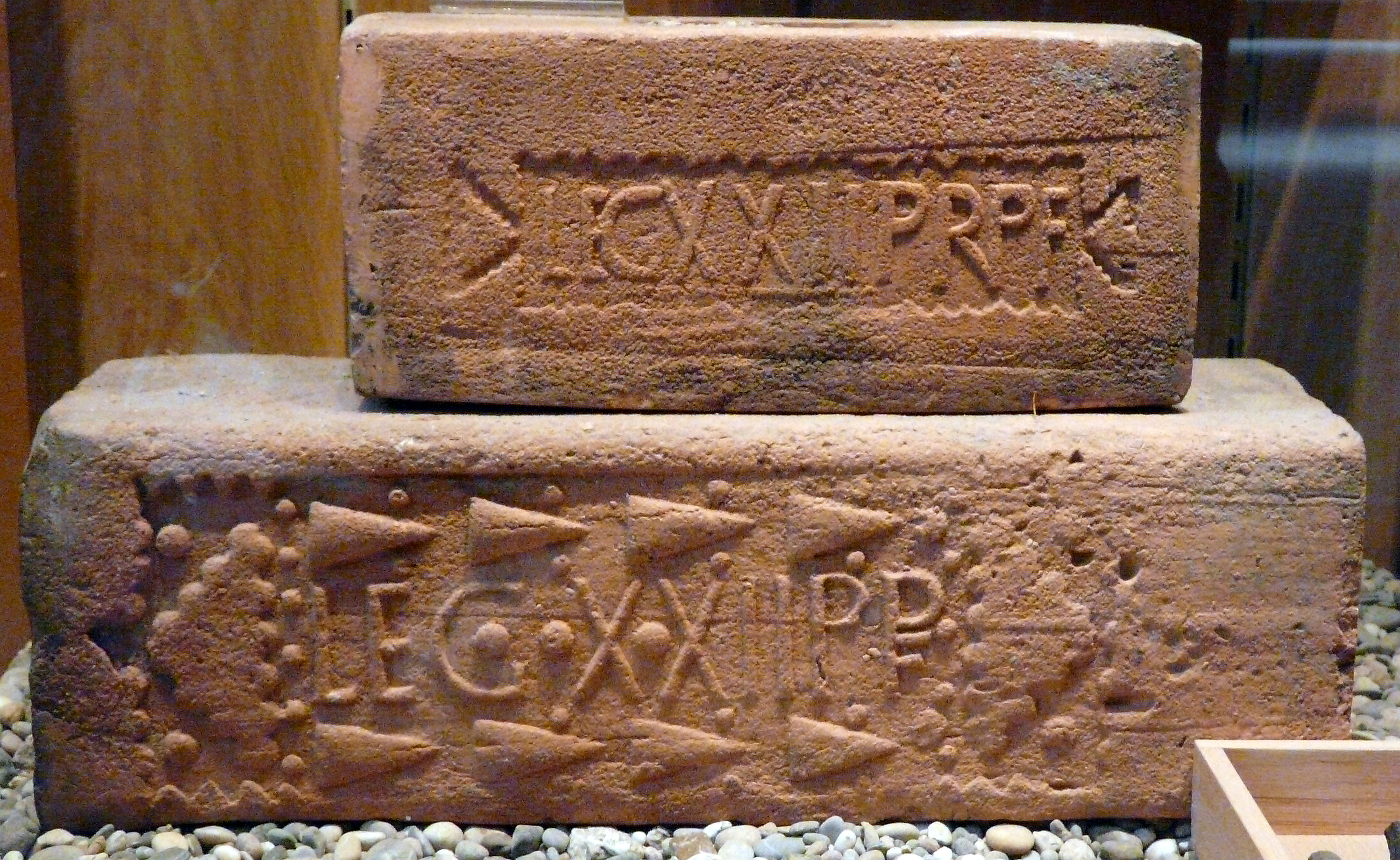
Briques dsu Legio XXII Primigenia
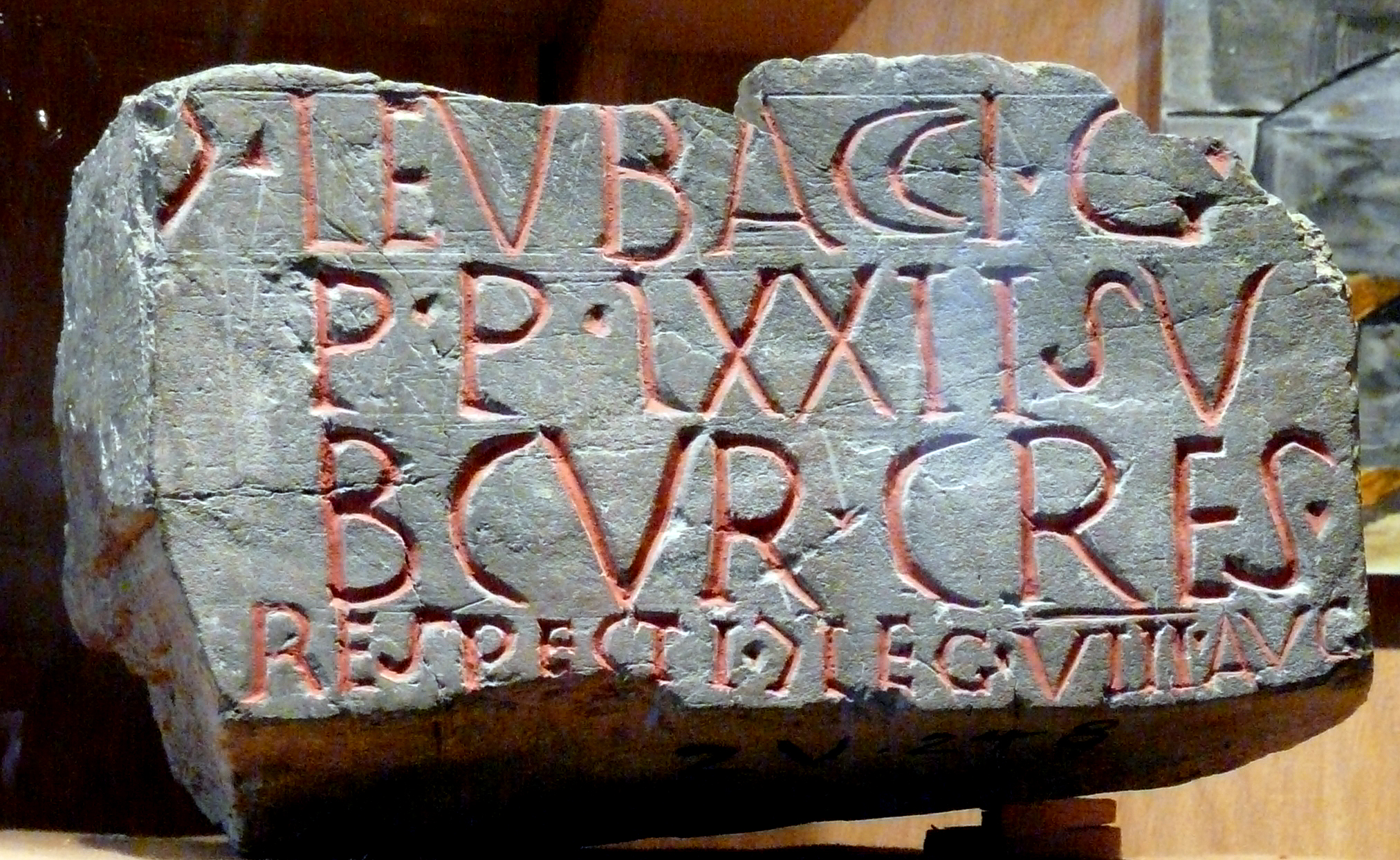
CIL 13, 7613a du fort romain del Zugmantel
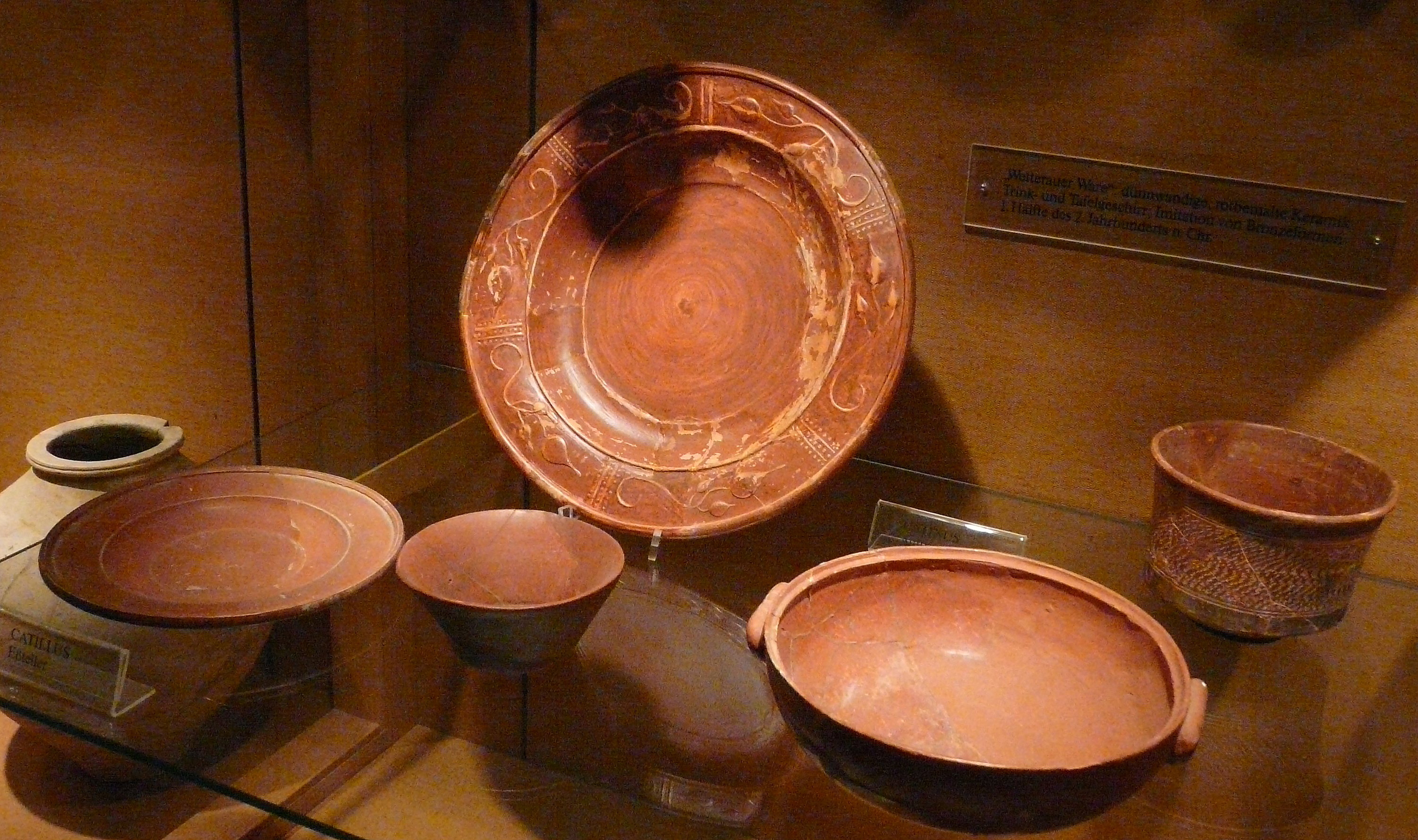
Céramiques de l'Empire romain
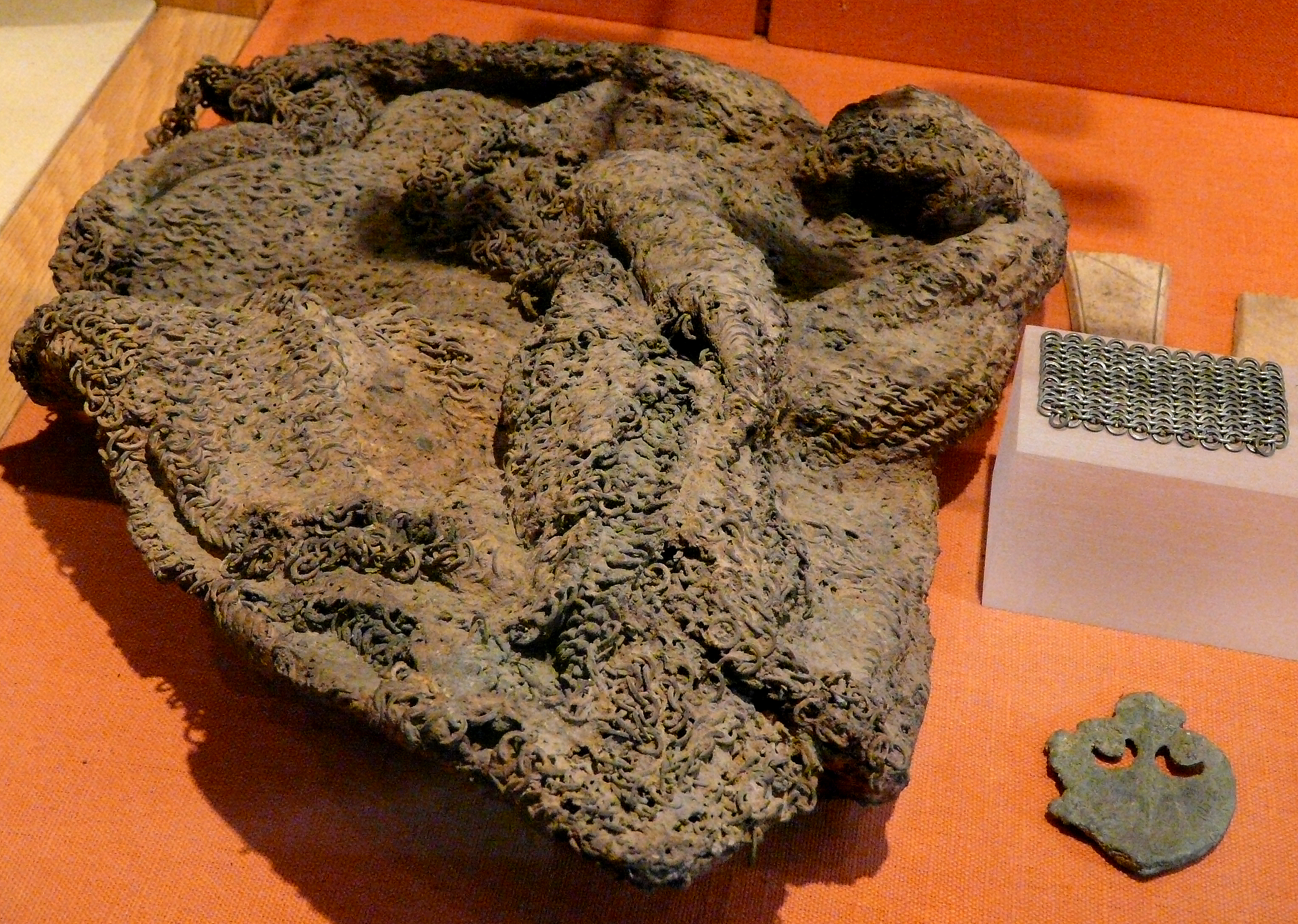
Cotte de mailles
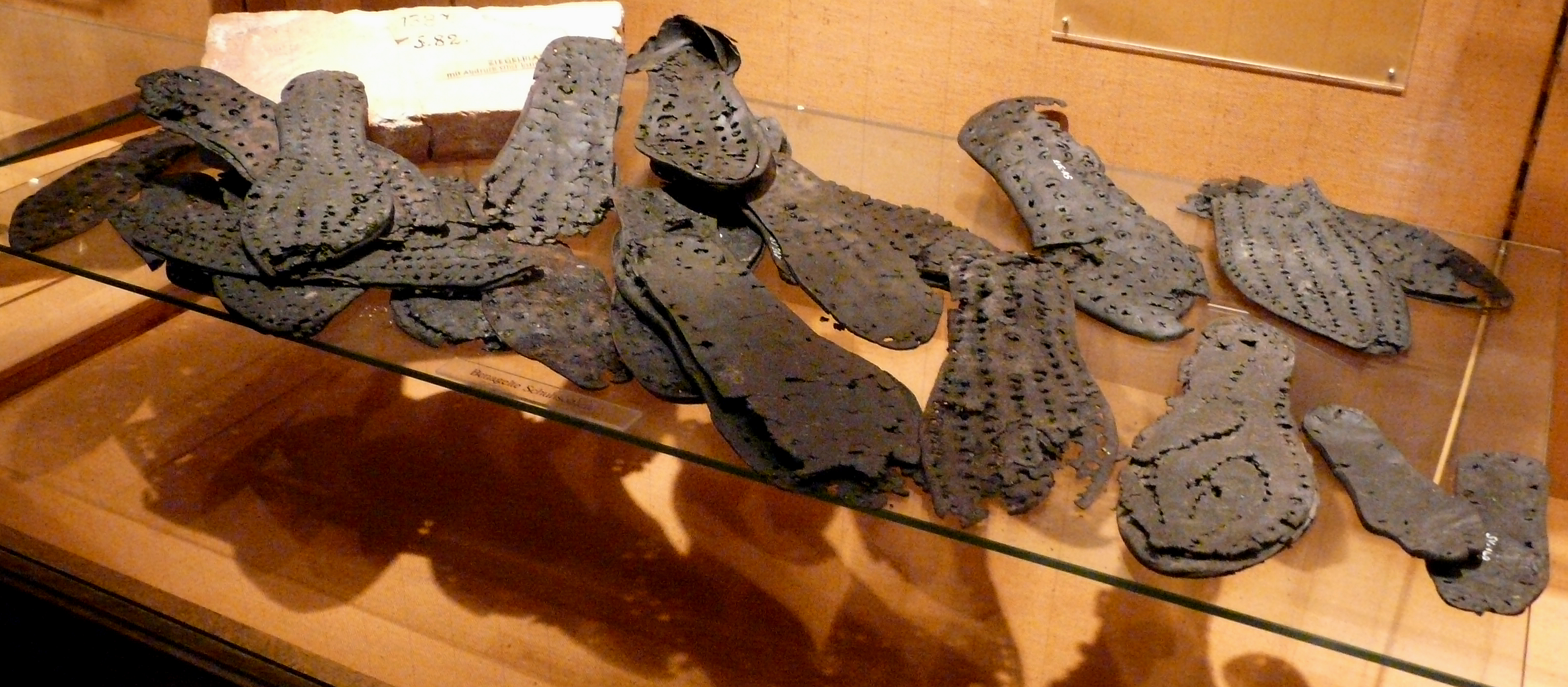
Semelles de Caligae
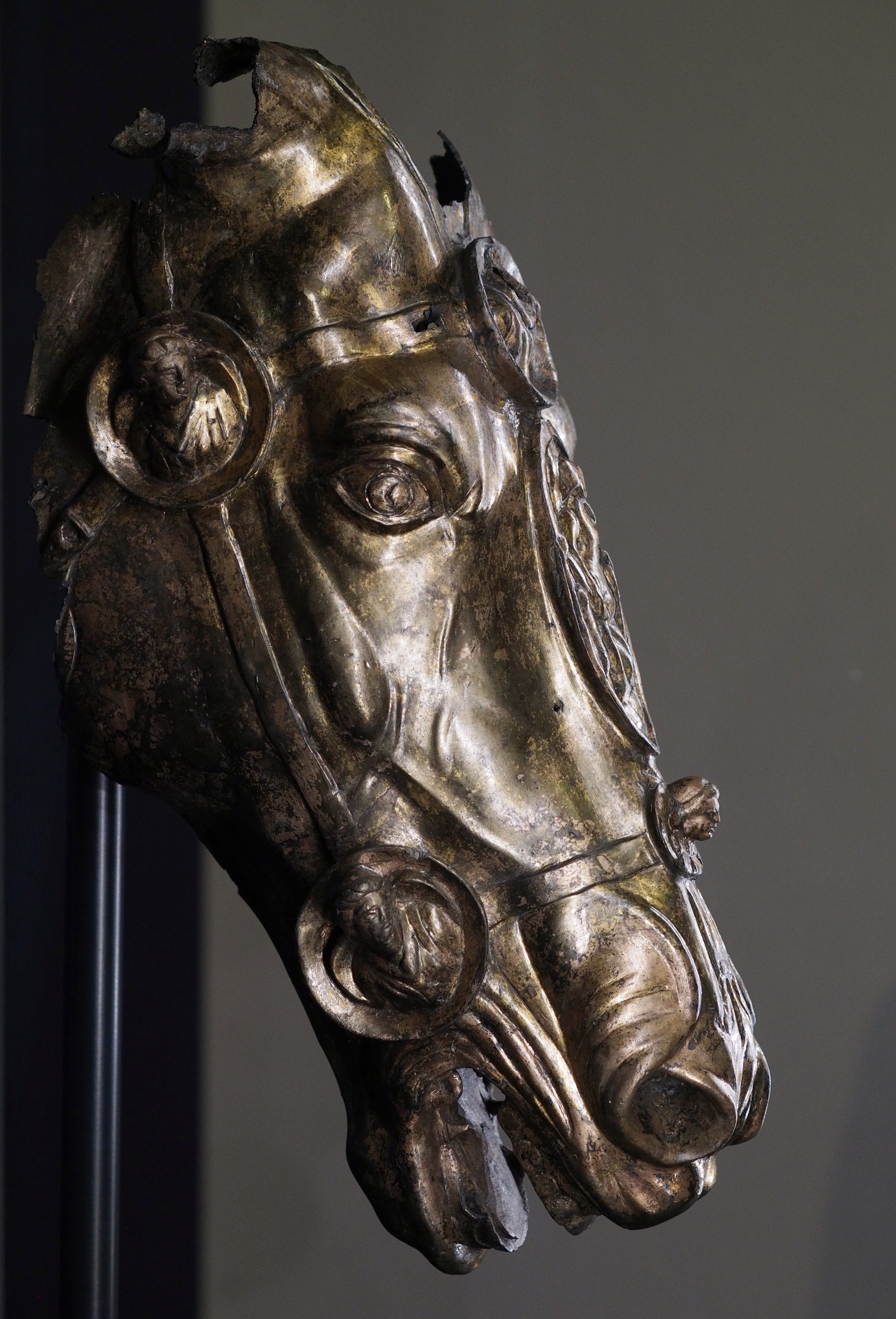
Tête de cheval de Waldgirmes
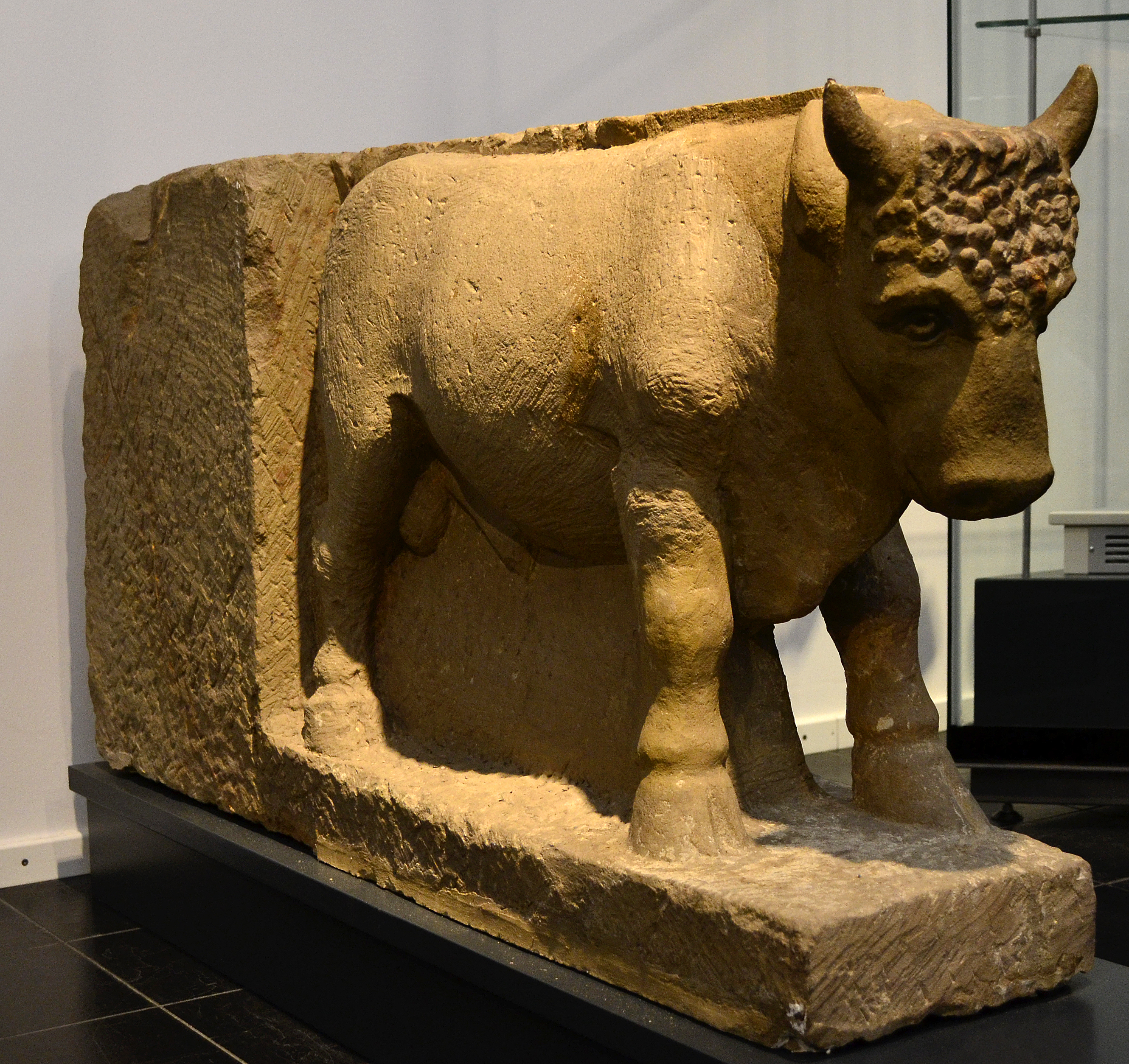
Pied de table culte dans le Dolichenum du château de Zugmantel